# Polymastia arctica
Polymastia arctica är en svampdjursart som först beskrevs av Merejkowsky 1878.  Polymastia arctica ingår i släktet Polymastia och familjen Polymastiidae.
Artens utbredningsområde är Vita havet. Inga underarter finns listade i Catalogue of Life.